# Schiffkowitz

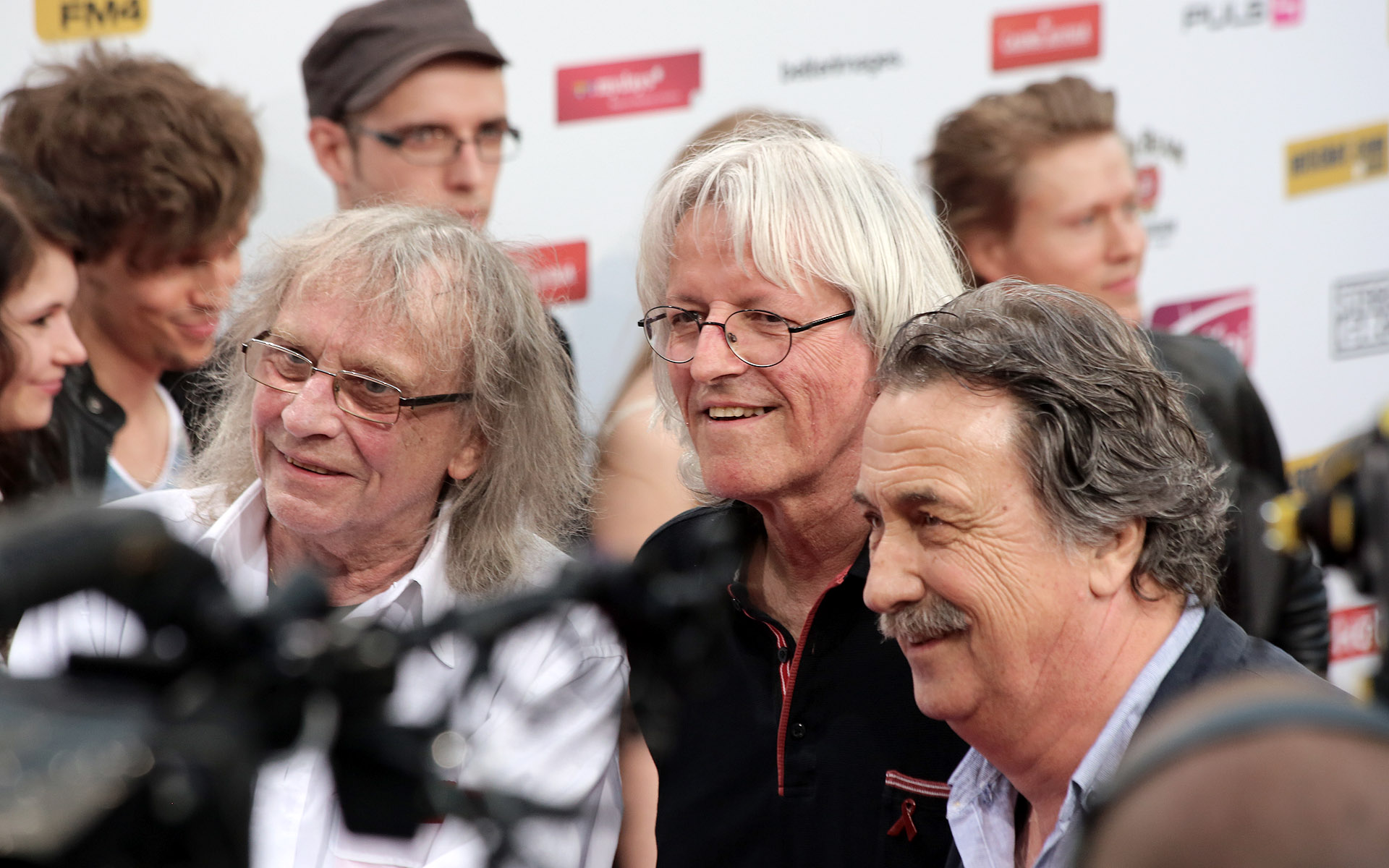
Schiffkowitz (links) mit S.T.S. 2013

Schiffkowitz, bürgerlicher Name Helmut Röhrling (* 27. Dezember 1946 in Graz), ist ein österreichischer Liedermacher, Musiker und Sänger.

## Leben
Helmut Röhrling wuchs in Sinabelkirchen und Fürstenfeld auf. Seine Schulzeit ist geprägt von den autoritären Strukturen dieser Zeit. Seine Kindheit in Sinabelkirchen lieferte aber auch Ideen für seine Lieder. So war beispielsweise gegenüber seinem Haus eine „Continental“-Werbetafel montiert: Das Lied „Continental“ erzählt aus seiner Kindheit.
In den 1960er-Jahren wurde Schiffkowitz von Boris Bukowski in die Band FBI Man geholt, die Alfred Lang (1945–1986) einige Jahre zuvor gegründet hatte. Die Gruppe coverte Lieder von The Shadows, The Beatles, The Who, The Rolling Stones und anderen Beatbands. Aus der Band FBI Man wurden die Dirtles und später die Music Machine (1968, mit den Bandmitgliedern Schiffkowitz, Bukowski, Josef Jandrisits, zunächst noch mit Erich Reinberger, später mit Petrus Wippel und Michael Millner), die sich bald zu einer wichtigen Popgruppe in der Steiermark und im Burgenland entwickelte. Gleichzeitig begann seine rund zehnjährige Tätigkeit als Journalist und freier Autor.
Den Künstlernamen „Schiffkowitz“ bekam Helmut Röhrling von Boris Bukowski: Beide waren an einer Baustelle vorbeigegangen, wo ein Schild mit dem Namen des zuständigen Architekten, Helmut Zsifkovits, angebracht war. Da er damals vorgab, Architektur zu studieren, und die Vornamen ident waren, beschloss Bukowski, ihn fortan so zu nennen. Die Schreibweise wurde eingedeutscht. Der Name verbreitete sich rasch bei den Fans seiner damaligen Band Music Machine, so dass der Name „Röhrling“ bald vergessen war und Schiffkowitz auch als Solokünstler unter diesem Namen auftrat.
Von 1978 bis 2014 war er Mitglied von S.T.S. Er schrieb in dieser Zeit auch ein Buch: „Wir sind die, vor denen uns unsere Eltern gewarnt haben“, eine Erinnerung an die 1960er-Jahre, mit vielen Interviews diverser Personen, die diese Zeit geprägt haben.
Im Jahr 2000 erschien sein erstes Soloalbum „Er Selbst“, im Juni 2011 folgte als zweites „Schiffkowitz“.
Schiffkowitz ist sehr engagiert in der Unterstützung von Minderheiten, was auch in seinen Liedern, u. a. „Drago“ oder „Länderspiel“, deutlich wird.
Er wurde am 8. Februar 2003 zum Ehrenmitglied des Kulturvereins Österreichischer Roma ernannt.
Nach dem Aus von S.T.S. stand er immer wieder als Gastmusiker auf der Bühne anderer österreichischer Musiker. Im Jahr 2018 ging er auf Einladung seines ehemaligen S.T.S.-Bandkollegen Gert Steinbäcker mit dessen Band (darunter Ulli Bäer) auf Tour durch Österreich.
Nachdem Schiffkowitz anlässlich eines Konzertabends den Klassik-Klavierprofessor Markus Schirmer zufällig auf der Bühne getroffen hatte, beschlossen die beiden, unter Schiffkowitz & Schirmer ein gemeinsames Projekt zu starten, mit dem sie seit spätestens 2017 gemeinsam auftreten.

## Diskografie

### Studioalben
| Jahr | Titel        | Höchstplatzierung, Gesamtwochen, AuszeichnungChartsChartplatzierungen (Jahr, Titel, Platzierungen, Wochen, Auszeichnungen, Anmerkungen) | Anmerkungen                         |
| Jahr | Titel        | AT | Anmerkungen                         |
| ---- | ------------ | --- | ----------------------------------- |
| 2011 | Schiffkowitz | AT16 (5 Wo.)AT | Erstveröffentlichung: 17. Juni 2011 |

Weitere Studioalben
- 2000: Er selbst

## Auszeichnungen
- 2008: Großes Ehrenzeichen des Landes Steiermark[6]
- 2012: Goldenes Ehrenzeichen für Verdienste um die Republik Österreich[7]
- 2023: Goldenes Ehrenzeichen der Stadt Graz[8]